# Melé

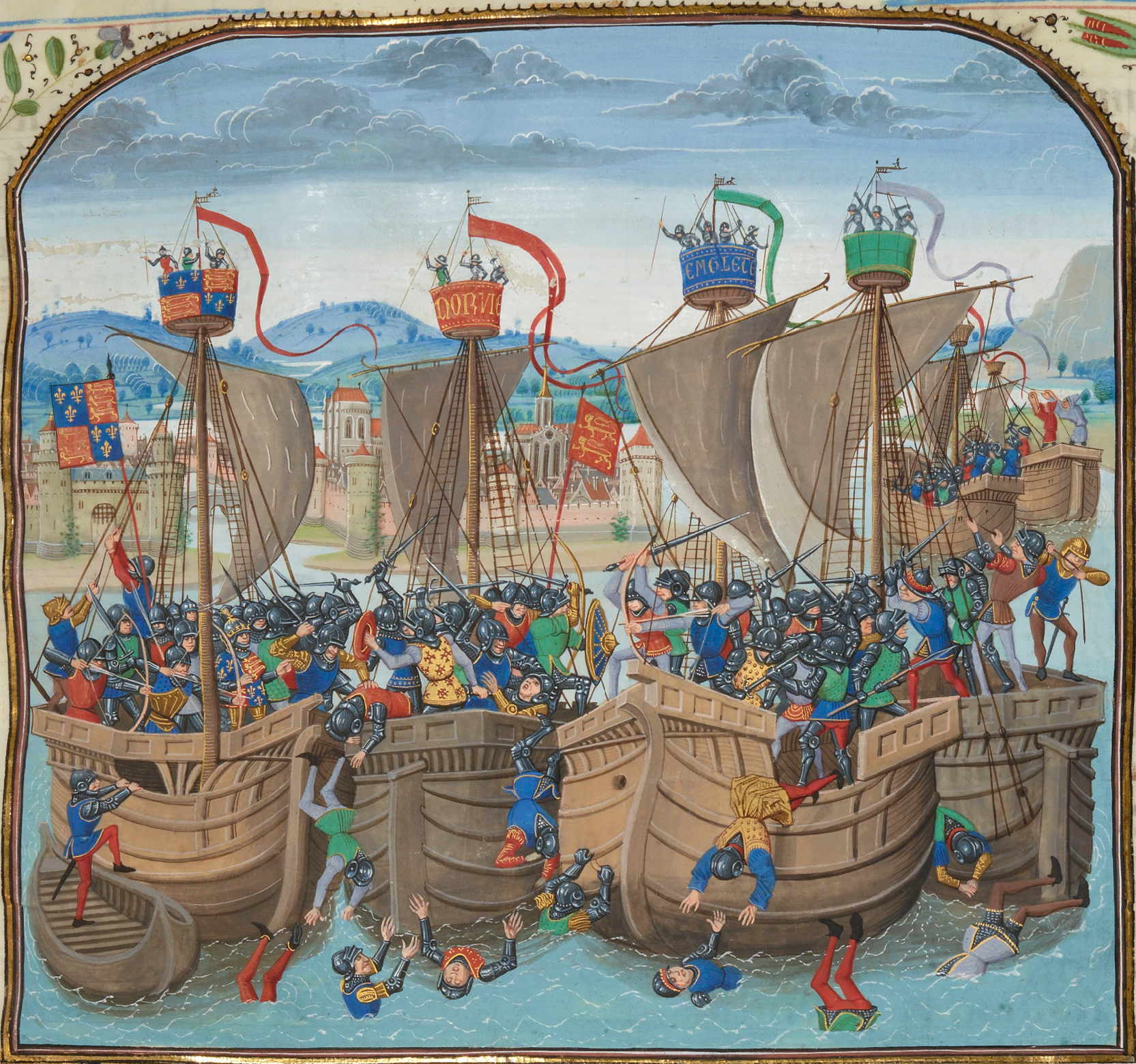
Melé naval en la Batalla de Sluys, 1340 (BNF Fr. 2643,)

Melé (del francés mêlée) se refiere generalmente a una modalidad de combate cerrado y desorganizado en una batalla naval o en tierra firme que se libraba normalmente a corta distancia y con poco control central una vez que se iniciaba. El término francés fue adoptado al inglés c. 1640 (la palabra de origen sajón era melle)
La batalla de Trafalgar se convirtió en un combate cuerpo a cuerpo cuando los barcos británicos rompieron la línea francesa y española, lo que precipitó una batalla de buque a buque. En este caso, se planeó el cuerpo a cuerpo; el almirante Nelson confió en las cualidades de lucha de sus tripulaciones, que él creía superiores, para compensar la superioridad numérica francesa y española.
Hasta la Primera Guerra Mundial los regimientos de caballería de la mayoría de los ejércitos europeos fueron capacitados en dos formas de combate montado: la carga que anticipaba el choque de jinetes que después se congregaban, armados con lanzas y sables, y el cuerpo a cuerpo. Este último fue concebido como una masa arremolinada de combates individuales después de que las primeras líneas de carga hubieran sido interrumpidas por el choque del encuentro.